# Чамзинка (Чамзинский район)
Ча́мзинка (эрз. Чаунза) — рабочий посёлок в Мордовии, административный центр Чамзинского района и Городского поселения Чамзинка.

## Этимология
Название посёлка происходит от дохристианского мордовского имени Чаунза (Чамза)

## География
Расположен на реке Нуя в 45 км (по прямой) и 52 км (по автодороге) северо-восточнее Саранска. Рядом с посёлком проходит дорога Р178 «Саранск—Самара».
Средняя температура января −11,3°С, июля +19,5°С

## История
Основан в 1624 году.
В 1780 году, при создании Симбирского наместничества, деревня Чемзинка, при ключе, крещёной мордвы, из Саранского уезда вошла в состав Котяковского уезда. С 1796 года — в Ардатовском уезде Симбирской губернии.
В 1859 году деревня Чамзинка во 2-м стане, на коммерческом тракте из г. Алатырь в г. Саранск, Ардатовского уезда Симбирской губернии, в которой в 53 дворах жило: 405 мужчин и 395 женщин.

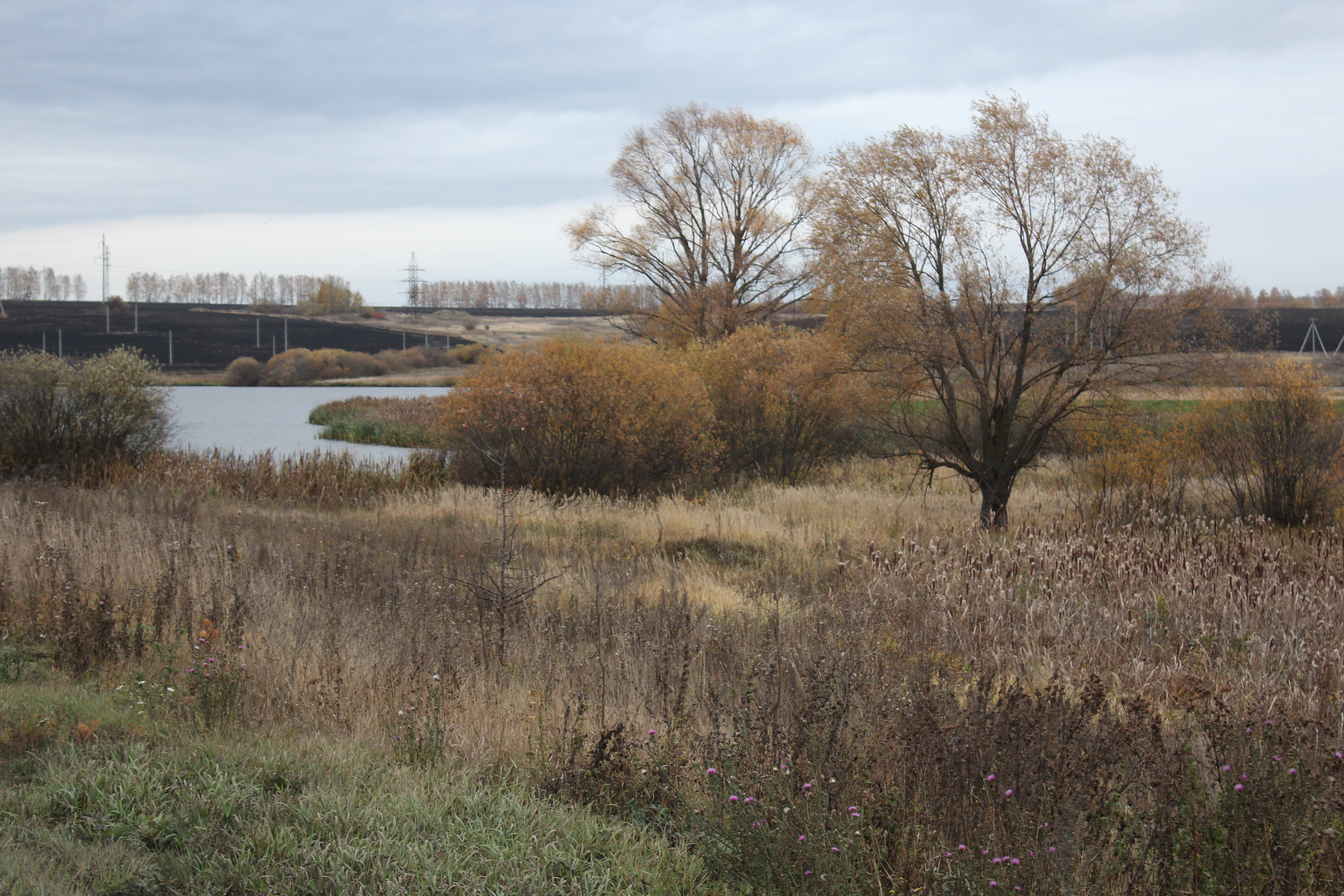
Река Нуя в Октябре

Храм деревянный, построен прихожанами в 1879 году. Престол в нём — во имя Архистратига Божия Михаила. Церковно-приходская школа существует с 1898 года, помещается в собственном здании.
С 16 июля 1928 года — административный центр Чамзинского района.
Статус посёлка городского типа — с 1960 года.

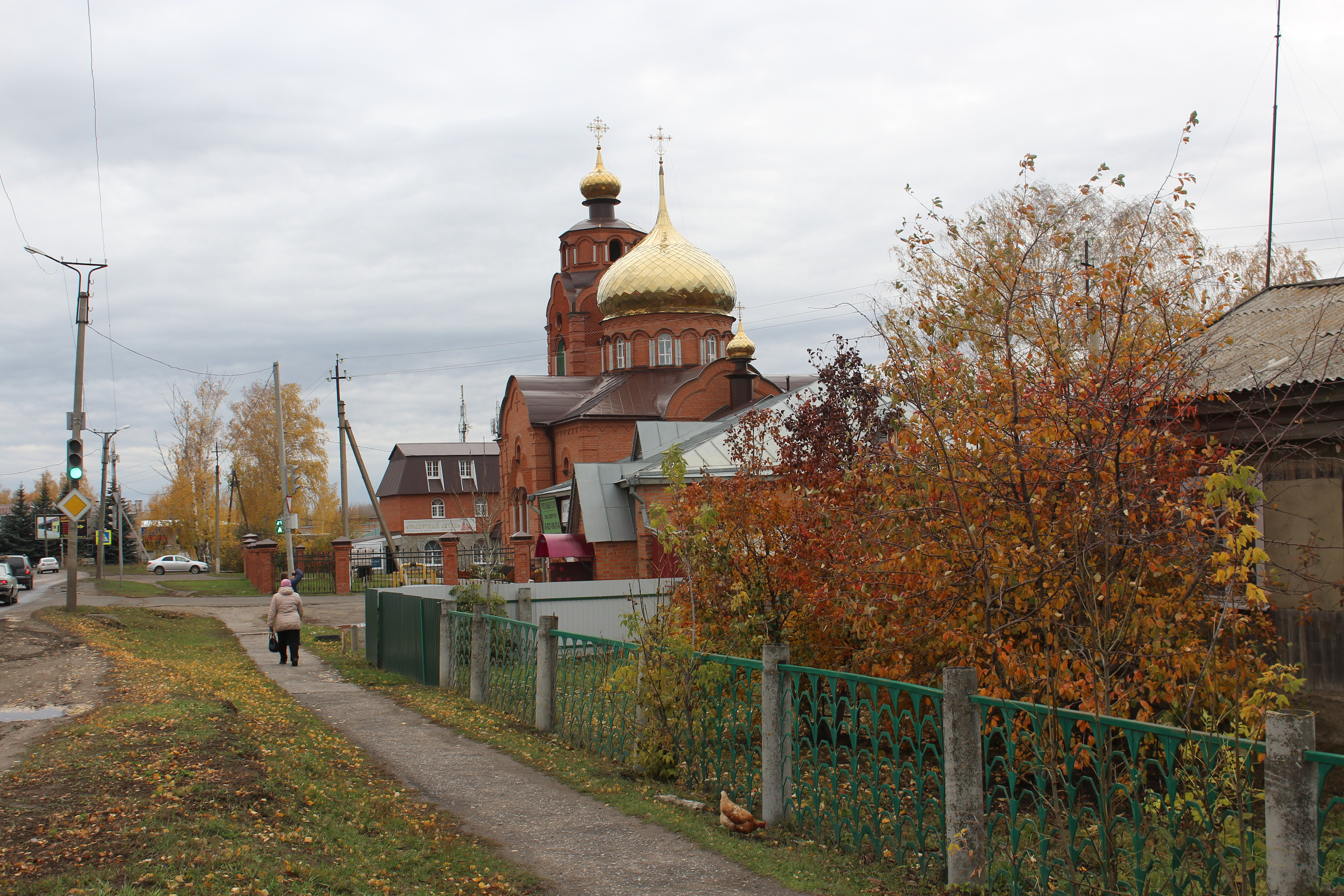
Церковь Михаила Архангела

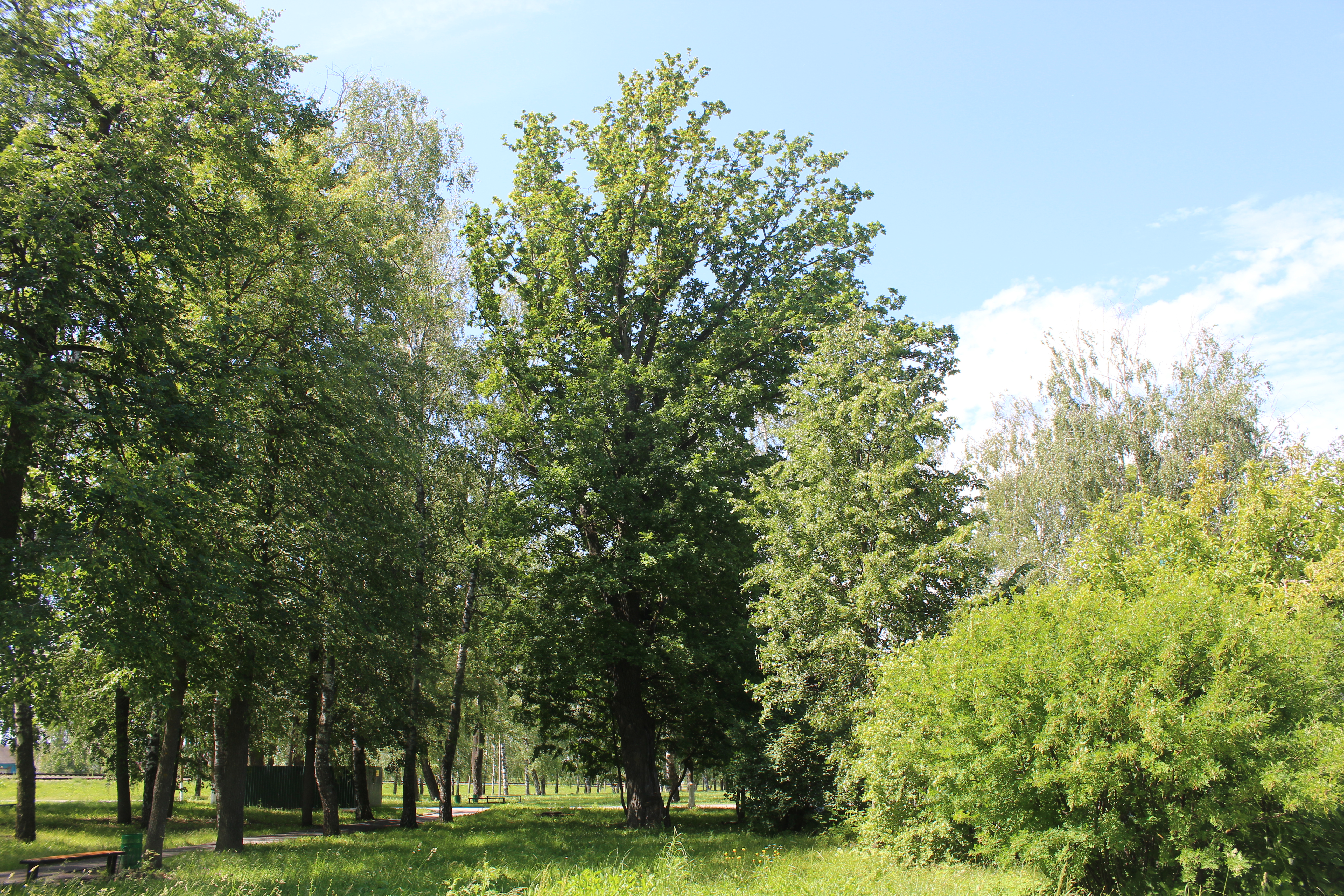
Дуб-долгожитель

27 мая 1960 года, указом Президиума ВС МАССР, населённые пункты: Чамзинка, Полковка и Сайгуши — объединены в рабочий посёлок Чамзинка.
В 1998 году в центре посёлка был построен Храм Архангела Михаила.
С 2005 года — административный центр Городского поселения Чамзинка.

## Население
| 1959  | 1970  | 1979  | 1989  | 2002  | 2009  | 2010  |
| ----- | ----- | ----- | ----- | ----- | ----- | ----- |
| 1957  | ↗5675 | ↗6548 | ↗9845 | ↗9906 | ↘9534 | ↘9463 |
| 2012  | 2013  | 2014  | 2015  | 2016  | 2017  | 2018  |
| ↘9367 | ↗9477 | ↗9504 | ↘9359 | ↘9277 | ↘9228 | ↘9209 |
| 2019  | 2020  | 2021  |       |       |       |       |
| ↘9166 | ↘9059 | ↗9464 |       |       |       |       |

## Достопримечательности
- Дуб-долгожитель: растёт в п. Чамзинка на территории парка культуры и отдыха. Относится к особо охраняемой природной территории РФ номер 1320115.
- Чамзинский историко-краеведческий музей — филиал ГБУК «Мордовский республиканский объединённый краеведческий музей им. И. Д. Воронина»
- Храм Архангела Михаила
- Памятник воинам, погибшим в Великой Отечественной войне 1941—1945 гг. в Чамзинке.

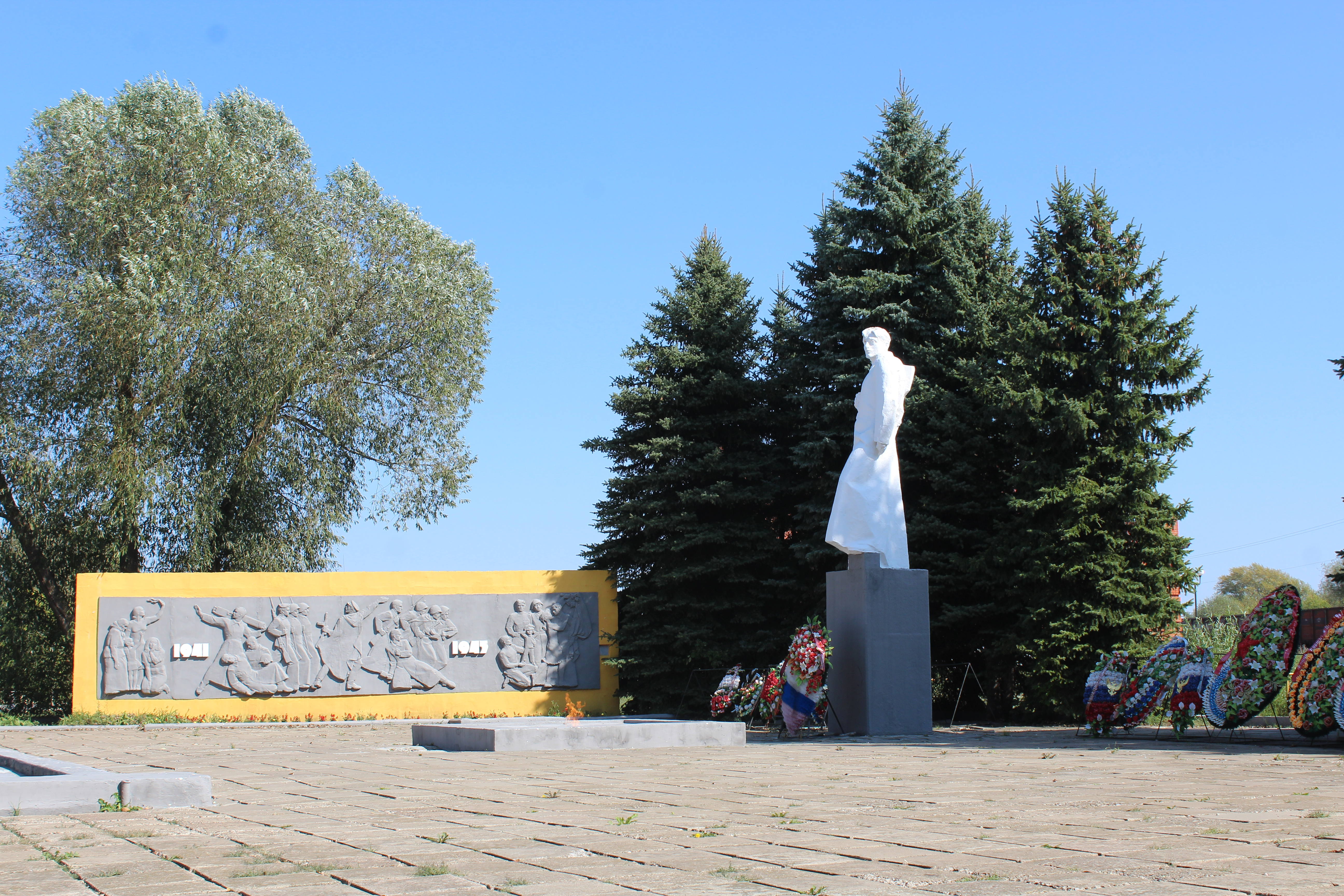
Памятник воинам, погибшим в Великой Отечественной войне 1941—1945 гг.

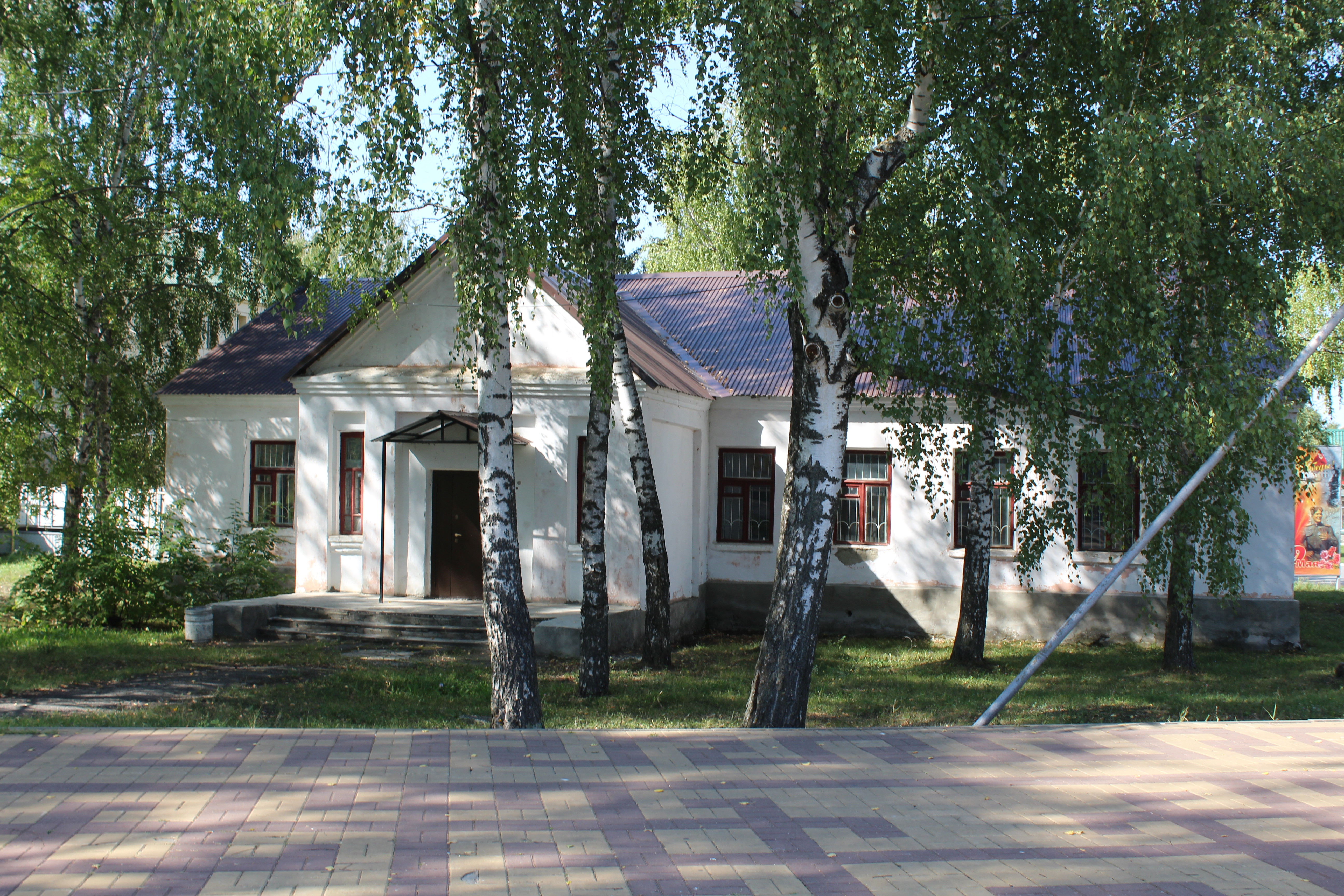
Чамзинский историко-краеведческий музей

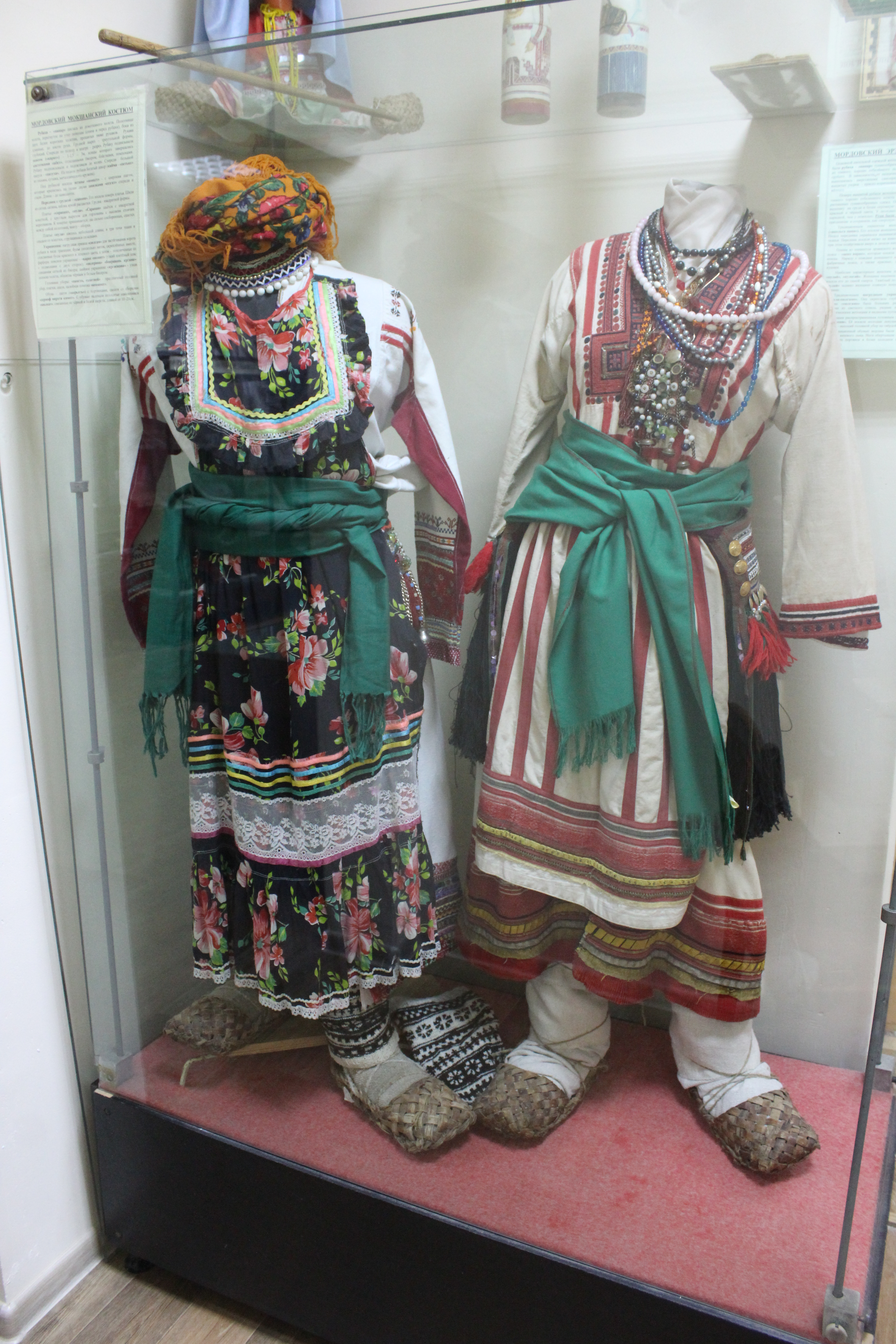
Мокшанский и Эрзянский костюм

## Транспорт
- Железнодорожная станция Чамзинка Горьковской железной дороги (код 24710).
- Маршрутка.